# Mike Gallego
Michael Anthony Gallego (né le 31 octobre 1960 à Whittier, Californie, États-Unis) est un ancien joueur de champ intérieur de la Ligue majeure de baseball.
Il joue de 1985 à 1997, passant 8 de ses 13 saisons chez les Athletics d'Oakland, avec qui il remporte trois titres de la Ligue américaine et la Série mondiale 1989.

## Carrière de joueur
Joueur des Bruins de l'université de Californie à Los Angeles, Mike Gallego est repêché au 2e tour de sélection par les Athletics d'Oakland en 1981. Il joue son premier match dans le baseball majeur le 11 avril 1985 avec Oakland. Davantage reconnu pour ses habiletés en défensive, il joue la moitié de ses matchs en carrière au poste de deuxième but, environ le tiers à l'arrêt-court et une centaine de parties au troisième but. Il joue pour les A's d'Oakland jusqu'en 1991 avant d'y revenir pour une saison supplémentaire en 1995. Il participe à trois conquêtes du titre de la Ligue américaine avec Oakland de 1988 à 1990 et fait partie du club champion de la Série mondiale 1989. 
De 1992 à 1994, il s'aligne avec les Yankees de New York et est le dernier joueur de la franchise à porter l'uniforme numéro 2 avec le début, un an après son départ, de la carrière de Derek Jeter.
Après une année 1995 à Oakland, Gallego retrouve chez les Cardinals de Saint-Louis pour les deux dernières saisons de sa carrière l'ancien gérant des Athletics, Tony La Russa.
Mike Gallego a disputé 1 111 matchs en 13 ans dans le baseball majeur. Sa moyenne au bâton s'élève à ,239 et il réussit 700 coups sûrs, dont 111 doubles, 12 triples et 42 circuits. Il compte 282 points produits, 374 points marqués et son pourcentage de présence sur les buts en carrière se chiffre à ,320.

## Carrière d'entraîneur
Mike Gallego commence une carrière d'instructeur en 1999 lorsqu'il supervise les joueurs de champ intérieur des clubs de ligues mineures affiliés aux Red Sox de Boston.
En 2000, Mike Gallego est engagé pour accomplir la même tâche en ligues mineures dans l'organisation des Rockies du Colorado. Le 1er mai 2002, les Rockies font appel à lui comme instructeur de troisième but le temps d'une saison. Il retourne ensuite pour deux ans à ses fonctions précédentes en ligues mineures.
De la saison 2005 à la saison 2008, Gallego cumule les fonctions d'instructeur des joueurs d'avant-champ et d'instructeur au troisième but en cours de match pour les Rockies du Colorado. Il succède en 2005 à Sandy Alomar, Jr., qui a accepté un poste offert par les Mets de New York. Ces années au Colorado incluent la saison 2007 où les Rockies remportent leur premier titre de la Ligue nationale et atteignent la Série mondiale. Sous sa supervision cette année-là, les joueurs de champ intérieur des Rockies établissent collectivement un nouveau record des majeures avec une moyenne défensive de ,98925. Leur arrêt-court Troy Tulowitzki mène tous les joueurs des majeures à sa position avec une moyenne défensive de ,987 et Todd Helton mène les joueurs de premier but de la Ligue nationale avec une moyenne défensive presque parfaite de ,999.
En octobre 2008, Mike Gallego est engagé les Athletics d'Oakland comme instructeur de troisième but, des fonctions qu'il occupe depuis la saison 2009. À l'automne 2012, il est l'un des candidats au poste de gérant des Rockies du Colorado, laissé vacant par le départ de Jim Tracy. Il demeure instructeur de troisième but des Athletics jusqu'à ce qu'il soit remplacé par Ron Washington en août 2015.

## Vie personnelle
En 1982, à l'âge de 22 ans, Mike Gallego subit une orchiectomie pour traiter avec succès un cancer du testicule. 
Mike Gallego est l'oncle du joueur de baseball Austin Barnes. 